# Mentor (Ohio)
Mentor – miasto w Stanach Zjednoczonych, w północno-wschodniej części stanu Ohio, na wybrzeżu jeziora Erie. Liczba mieszkańców w 2000 roku wynosiła 50 278.

## Klimat
Miasto leży w strefie klimatu kontynentalnego, z gorącym latem, należącego według klasyfikacji Köppena do strefy Dfb. Średnia temperatura roczna wynosi 10,6°C, a opady 861,1 mm (w tym do 128,8 cm opadów śniegu). Średnia temperatura najcieplejszego miesiąca - lipca wynosi 23,3°C, podczas gdy najzimniejszego - stycznia -1,7°C. Rekordowe najwyższe i najniższe temperatury wyniosły odpowiednio 41,7°C i -25,0°C.